# غوردي هال
غوردي هال (بالإنجليزية: Gordie Hall)‏ هو لاعب كرة الماء أمريكي، ولد في 27 نوفمبر 1935.

## وصلات خارجية
- غوردي هال على موقع قاعة مشاهير السباحة الأمريكية (الإنجليزية)
- غوردي هال على موقع اللجنة الأولمبية الدولية (الإنجليزية)
- غوردي هال على موقع أوليمبيديا (الإنجليزية)